# Honnenahalli, Channarayapatna
Honnenahalli là một làng thuộc tehsil Channarayapatna, huyện Hassan, bang Karnataka, Ấn Độ.